# 童軍活動

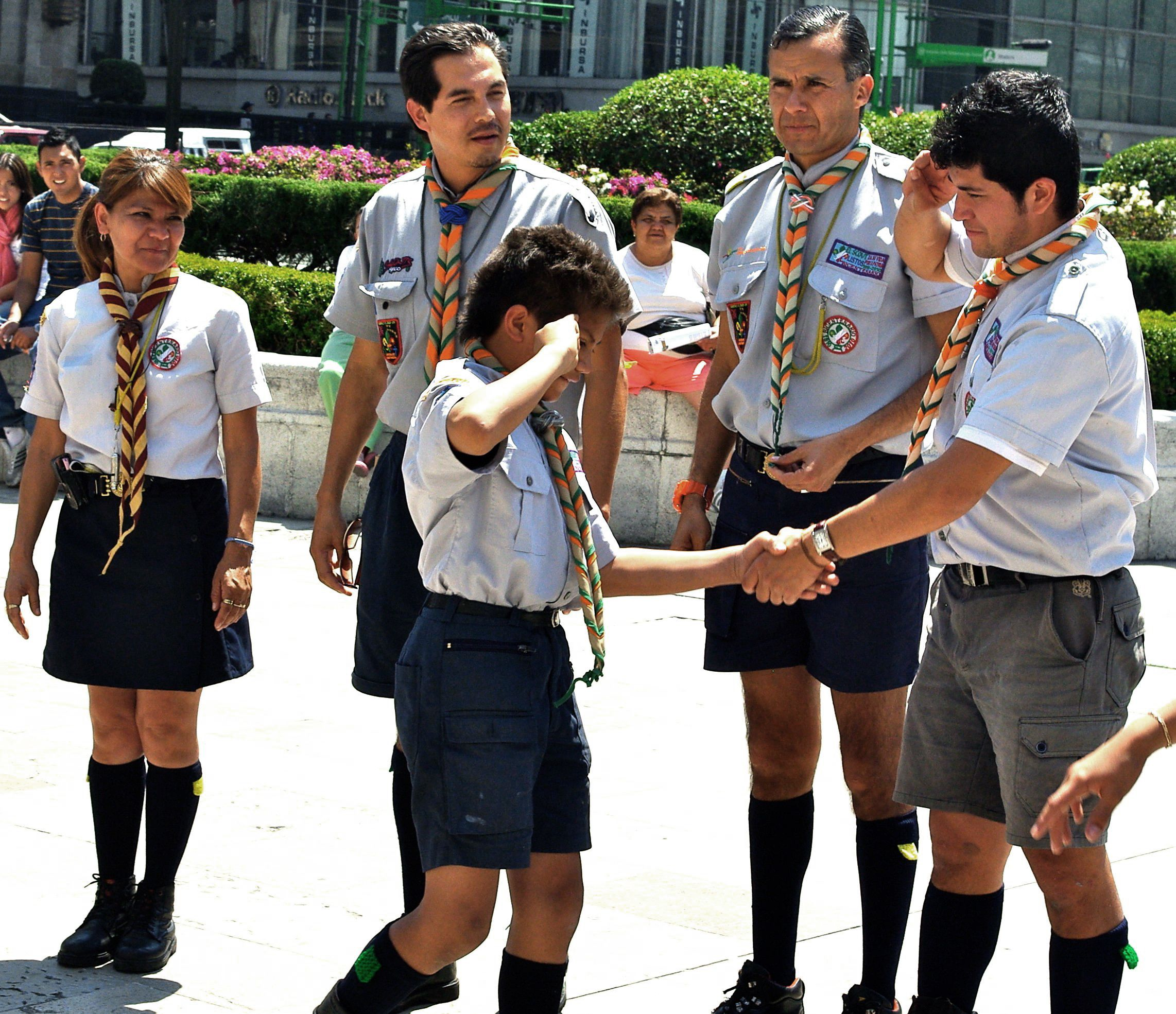
2010年於墨西哥墨西哥市，童軍服務員歡迎一名男孩加入童軍。

童軍活動（英語：Scouting，簡稱童軍，也稱童軍運動，臺灣和港澳舊稱童子軍），是一個國際性的、按照特定方法进行的青少年社會性活動。童軍活動的目的，是向青少年提供他們在生理、心理和精神上的支持，培養出健全的公民，最終目的是希望將來這些青少年可以回饋社會並對社會有所貢獻。
童軍運動開始於1907年，當時英國陸軍的中將羅伯特·貝登堡在英國的白浪島舉辦第一次的童軍露營。貝登堡以他早期的軍事著作為基礎，在他的著作《童軍警探》（倫敦，1908年）寫下了童軍運動的原則，並受到叢林印地安人創辦人歐尼斯特·湯普森·西頓、基督少年軍創辦人威廉·亞歷山大·史密斯的影響和出版家西里爾·亞瑟·培生的支持。在20世紀的前半期，這個運動發展成包括3個童軍年齡層（幼童軍、童軍和羅浮童軍）和3個女童軍年齡層（小女童軍、女童軍和蘭姐女童軍）。
童軍運動採用童軍運動方法，此方法強調以實際的戶外活動作為非正式的教育訓練方式，內容包括露營、森林知識、水上活動、徒步旅行、野外旅行和運動等。另外一個可明顯識別此活動的特色是童軍制服，主要是為了消弭國家及社會地位之間的差異性，和達到人與人之間相互平等的狀態，常見的裝備有領巾、軍帽和可識別的主要服裝。而童軍運動中獨特的制服徽章包括了以百合花飾和三葉草圖案為主的組織徽章，還有童軍布章等榮譽象徵。
2007年，童軍和女童軍共有超過3,800萬成員，涵蓋216個國家和地區。統整這些運動的組織為世界童軍運動組織（成員包括各國童軍組織和男女童軍組織）和世界女童軍總會（成員包括各國女童軍組織和男女童軍組織）。
2007年也是童軍運動創立以來的100週年，世界各地童軍組織為了慶祝這一年而規劃許多活動。

## 歷史

### 起源

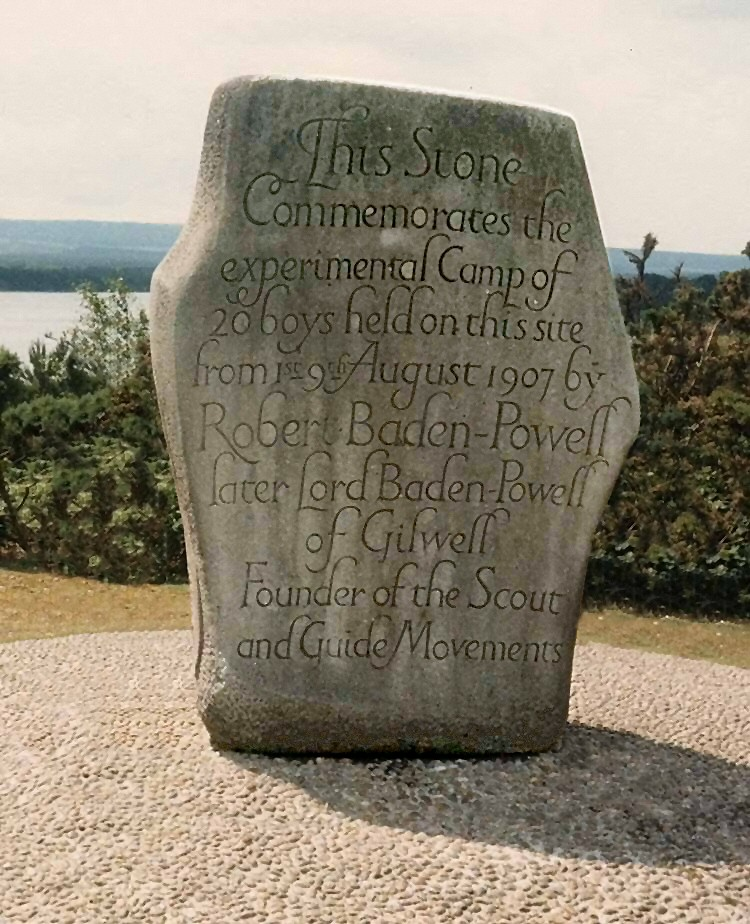
白浪島童軍露營紀念碑

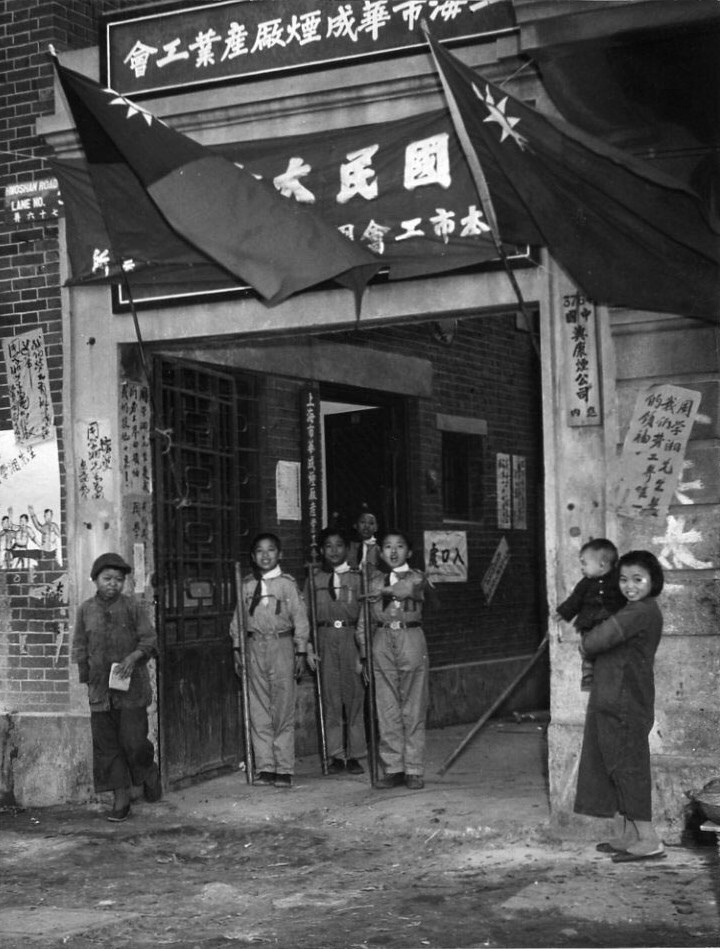
在1947年中華民國国民大会代表选举上海某投票点的童军

羅伯特·貝登堡曾分別在1880年代和1890年代，於印度和南非服役。在他小時候，就鍾情於森林生活知識和軍事斥候訓練，而且也將這些技能在軍事訓練中教導給他的軍士和士兵，因此他的屬下可以在荒郊野外中求生。他注意到要教導士兵的是發展他們的獨立精神，而不是盲目地跟從軍官的指揮。
1896年，也就是第二次馬塔貝里戰爭時，貝登堡被指派到南羅德西亞的馬塔貝萊蘭地區，擔任弗雷德里克·卡林頓將軍的參謀長；而貝登堡也在那時，遇到了美國出生的英國偵察長弗雷德里克·羅素·伯納姆，後來成為長年知己。這些事件對貝登堡而言，成為了一段形成性的經驗，因為他不僅有時間在敵方領地執行指揮偵察任務，而且許多童軍的概念也在這個時候逐漸成形。貝登堡與伯納姆在馬托博的聯合偵查隊當中，伯納姆教導貝登堡森林知識，啟發貝登堡設計出童軍的相關計畫，以及榮譽規章。森林知識在當時，是美國印第安人以及拓荒者的實際經歷，在英國則是普遍不熟悉，但卻是伯納姆最熟悉的部分。這些技能最終成為童軍運動的基礎，也就是童軍技能。貝登堡和伯納姆都認為，由於非洲地區的情勢變化，是英國陸軍必須要適應的部分；因此在聯合偵察任務的同時，他們開始討論適合年輕人的廣泛森林知識訓練計畫，包含了探險、追蹤、原野技能以及自我生存等。這段期間，貝登堡也首次與伯納姆一樣，戴上史泰森軍帽，也攜帶了恩德貝勒人的戰爭用庫杜號角，而這個號角後來被使用於白浪島童軍露營當中，每天叫醒參與童軍的形式。
在南非的第二次布爾戰爭中，貝登堡在一座小城梅富根遭到一支強大的布爾軍隊所包圍，史稱梅富根城戰役。其中，梅富根軍校學生軍團是一群為了解救和協助因軍事職責而身陷此戰役中的軍士，經由傳送訊息和保持佔領梅富根的狀態，來支援部隊的青少年軍團。這個軍團運作地非常完美，對於防守梅富根有很大的幫助（1899年－1900年），而這是貝登堡想要創立童軍運動的眾多因素之一。每位軍團成員都接受了一個繪有合併指北針和矛頭圖案的徽章。而這個徽章的圖案很像後來童軍運動採用百合花圖案所做的的國際象徵圖騰。
在英國，所有公民藉由報紙，仿效他的奮鬥精神；當梅富根城包圍的狀態解除後，貝登堡更成為一位國家英雄。這個事件也促使他的一本關於軍事訓練的小本訓練手冊，《警探術》（Aids to Scouting）的銷售量大增
。
回到英國之後，他注意到青少年对這本書有很大的興趣，而且這本書也經常被教師和青少年團體運用。他被建議重寫這本書以符合青少年的需求，尤其是基督少年軍的監督更是建議他這樣做。這個團體是一個大型的青少年運動組織，以嚴謹的軍事訓練方法訓練青少年。貝登堡思考著這樣的做法並不會引起注意，反而認為當未來的童軍運動使用它時，這本書可以大幅度的增加一些內容。他學習了其他的計畫，部分的內容也被使用在童軍運動上面。
在1906年7月，歐尼斯特·湯普森·西頓送給貝登堡一本他的著作。英裔加拿大人，當時住在美國的西頓，在1906年10月會見了貝登堡，分享了在青少年訓練方法上的一些見解。在1907年貝登堡創立了一個方案叫做「小隊計畫」（Boy Patrols）。同年，為了測試他的方案，他集合了20位來自不同社會地位的青少年，並且在8月於英國英格蘭多塞特郡普勒港的白浪島舉行為期一週的露營（詳見白浪島童軍露營條目）。他的組織化方案，現在所熟之用於童軍訓練的一個重要關鍵制度，小隊制度，允許青少年可以自我組織成一個小隊並且選出小隊長。
在1907年秋天，一位著名的出版家，亞瑟·培生，為了支持貝登堡即將出版的著作《童軍警探》，經由他的安排，開始進行廣泛的巡迴演說計畫。貝登堡不只是重寫了他的原來著作《警探術》，並且改變了原來軍事導向的內容，將之轉換成訓練技巧（主要在生存技巧）成為訓練非軍事導向人物，邊境居民和探險家（以及後來的水手和飛行人員）的書籍。除此之外，他還經由個人心理教育的認知，而加入和擴編了一些創新的教育原則（童軍運動方法），包含吸引注意力的競賽和遊戲。
《童軍警探》第一次在1908年1月的倫敦，以6次雙週系列期刊的方式出版，後來在1908年以書本型式在倫敦出版。這本書現在是第4本從古到今的暢銷書籍，而且現在經常被視為《童軍手冊》的第一個版本。
在這個時候，貝登堡打算將這個計畫用在一些已建立的組織，尤其是用在威廉·亞力山大·史勿夫所創辦的基督少年軍當中。然而，由於他個人的名望很高，以及被他的著作中，有關戶外活動的冒險性所吸引，青少年們自動地組成童軍小隊，並且湧進大量想要請貝登堡協助的相關人士。他鼓勵他們，而童軍運動就此開始快速且大量地成長。在童軍運動成長後，海童軍、空童軍以及其他專門的項目都陸續加入這個運動當中。

### 成長

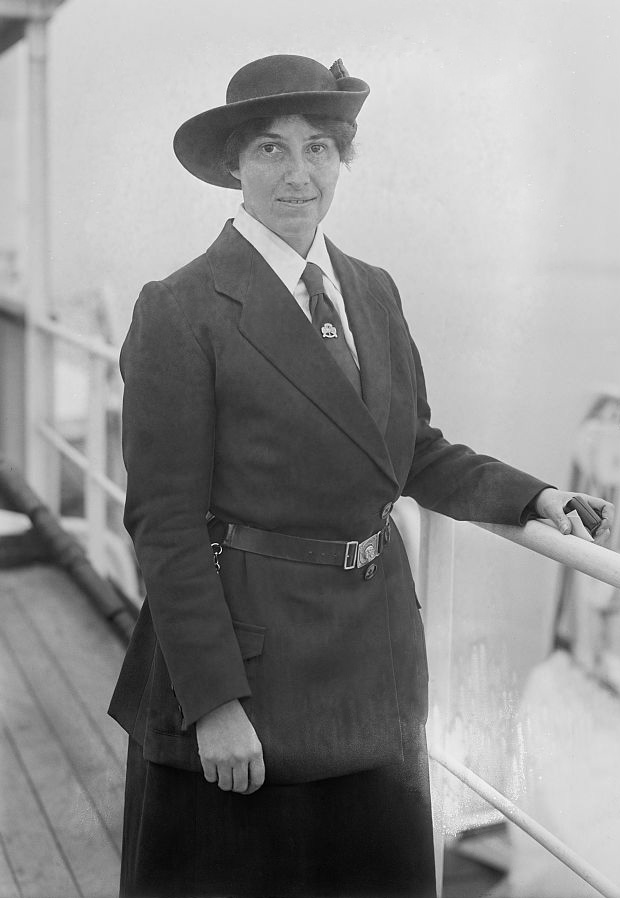
奧莉芙·貝登堡

在《童軍警探》出版後，童軍運動開始在大英帝國各地，自發性地快速成立相關組織和小隊。第一個在當時英國以外特許成立的英屬殖民地童軍團，是在1908年的直布羅陀，很快的馬爾他也跟進成立。第一個在當時海外英國自治領特許成立的童軍團是加拿大，其後跟進的是澳大利亞、紐西蘭和南非。智利是第一個非英國海外殖民地和自治領成立童軍團的國家。在1910年，阿根廷、丹麥、芬蘭大公國、法國、德意志帝國、希臘王國、英屬印度、英屬馬來亞、墨西哥、荷蘭、挪威、俄羅斯、瑞典和美國都有童軍組織。第一次的童軍大會，在1910年的倫敦水晶宮舉行，共出席了約10,000名童軍成員和1位女童軍成員。
這個活動原先聚焦在11歲至18歲的男性青少年，但是當童軍運動蓬勃發展之後，漸漸浮現出統籌青少年和青少女訓練與領導的需求性。在1910年代晚期，第一個幼童軍和羅浮童軍階段團體加入了這個運動當中。這些階段團體開始時是獨立運作的，直到他們受到所屬國家或地區的童軍組織的認可而納入組織中。像是在美國，幼童軍成立於1911年，但直到1930年才被認可納入。

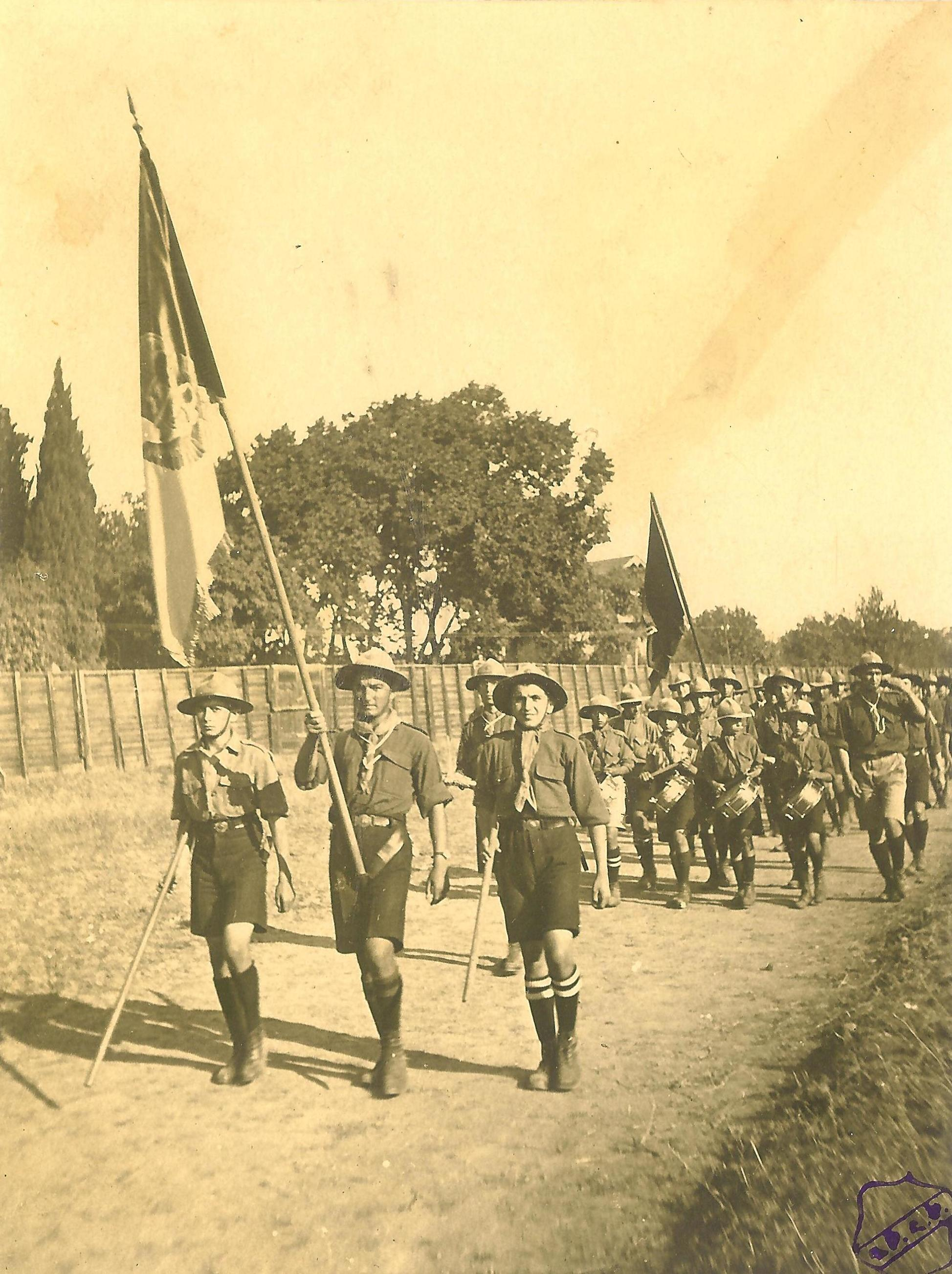
1918年，亞美尼亞童軍第一次遊行。

女童軍在童軍運動開始發展的起初，就成為這個運動的一部分。貝登堡和他的妹妹艾格妮絲·貝登堡，在1910年引入了女童軍，和童軍運動屬平行關係。在唯一參加水晶宮童軍大會的女童軍成員請求之下，安尼斯·貝登堡在1910年創立女童軍運動時就成為了第一位總領袖。1914年她創立了玫瑰童軍（Rosebuds）階段－稍後重新命名為幼女童軍階段。在貝登堡爵士的妻子，奧莉芙·貝登堡的支持下，1920年安尼斯·貝登堡請辭了總領袖的職務，而奧莉芙·貝登堡則在1918年就任英國女童軍總領袖，1930年任職世界女童軍總領袖。在這個時候，由於社會標準及價值觀的限制，女童軍和童軍不可避免地必須處在分開進行的狀態下各自發展，直到1990年代，3分之2附屬於世界童軍運動組織的童軍組織才同時合併了這兩個運動。
貝登堡不可能獨自建議和領導所有想要求助於他的團體和組織。早期的童軍服務員訓練營在1910年於倫敦，1911年於約克郡舉行。貝登堡爵士想要將這個訓練儘可能地落實，以鼓勵成人擔任領導角色，所以木章訓練課程發展成了一個受到認可的服務員或領袖訓練計畫。這個訓練的發展受到第一次世界大戰所拖累，所以直到1919年才開始了第一次的木章訓練，而木章訓練經由各國童軍組織和男女童軍組織，實施於各個國家。在倫敦附近的極偉園，於1919年由英國童軍總會獲得，並且成為一處成人訓練中心和童軍露營地。貝登堡編寫了《童軍教練須知》（Aids to Scoutmastership），用來訓練童軍服務員，並且編寫了其他手冊用在新的童軍階段或團體，像是幼童軍和女童軍。在這些書籍中，其中一本是《羅浮邁向成功之路》（Rovering to Success），在1922年寫給羅浮童軍。而在英國，其中一次大規模的服務員訓練是在2007年，從基本的訓練到專業項目訓練都有，也包括了木章訓練。

### 影響

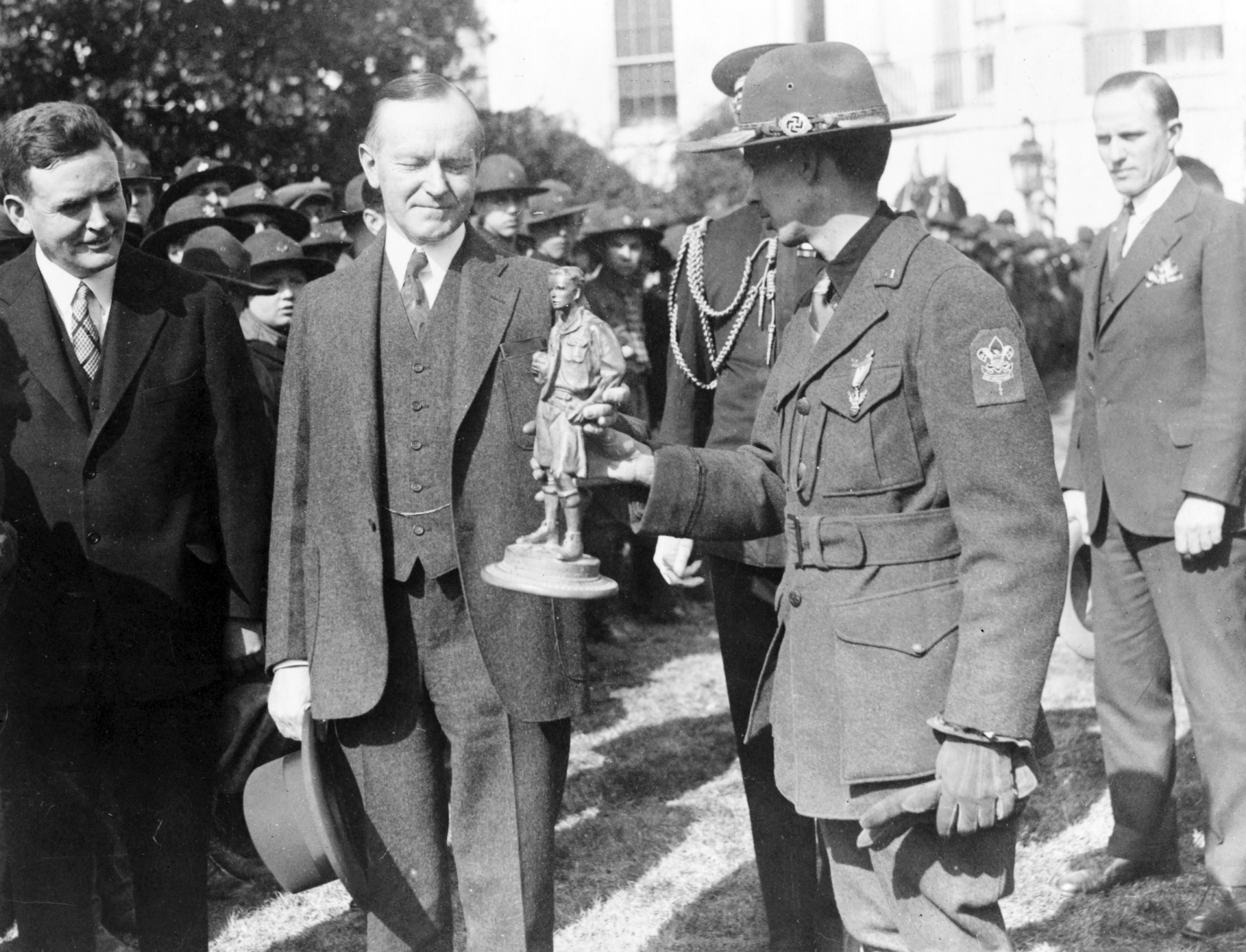
美國總統卡爾文·柯立芝於1927年對1500名每年被接見於美國國會的童軍成員致意

傳統童軍運動的重要基礎皆起源於貝登堡在教育和軍事訓練上的經驗。當他創立童軍運動的時候，已經是50歲已退休的陸軍軍官了，而他革命性的想法鼓舞了上千人的青少年族群，並從社會的各個角落中，汲取並包含了多數從未想過的活動。在當時的英語系國家中，可以和童軍運動相互競爭的組織包括基督少年軍和左派非軍國主義的森林知識團。但是這些運動的發展和成長總是趕不上童軍運動
。
童軍運動的訓練模式曾被批評為太過軍國主義。軍隊化樣式的制服、仿階級制度的徽章、升旗儀式和銅管樂隊曾經在早年被普遍採用，因為這曾是當時正常社會的一部分表狀；但從那時起這些項目就在童軍運動和社會上很少或取消採用。

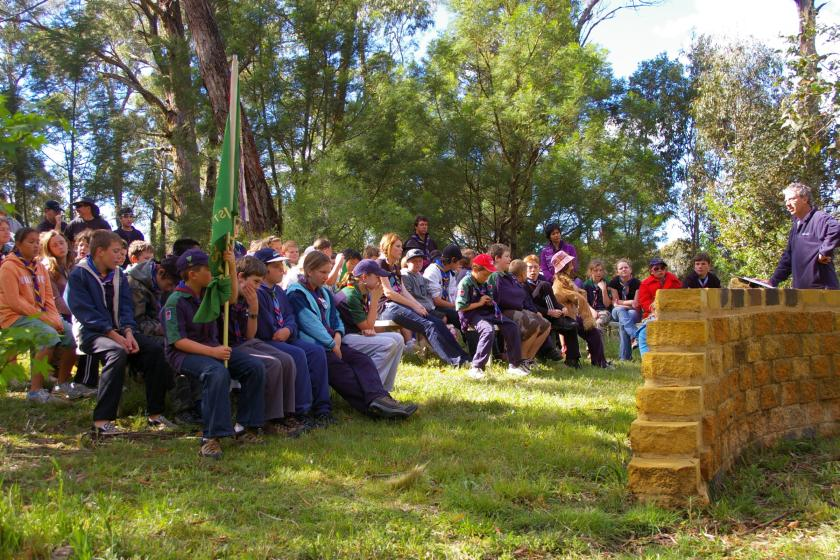
澳大利亞童軍參與虔敬聚會，一種非正式且有精神性質的童軍儀式

地方化也是童軍運動中一個很重大的部分。童軍運動經由各地的採納和修飾後，已經可以包容廣泛且多樣化的文化。在美國，童軍運動大量加入描繪美國邊境生活經驗的形象。這種狀況不只是在幼童軍中使用動物類型的徽章，而且受到美國印地安人對於大自然有很緊密的關聯影響，使得在美國的童軍訓練中，出現特別的原野生存技能訓練。相反的，英國的童軍的形象很像是南亞或次大陸地區人民的模式，因為在早期此區非常著重於偵查行動。貝登堡在印度的個人經驗促使他採用約瑟夫·魯德亞德·吉卜林的《叢林奇譚》（The Jungle Book），影響了幼童軍的主要形象。舉例來說，幼童軍中被使用在童軍領袖的別名，阿克拉，是書中領導狼群的領導者。
童軍活動這個名詞（原來的意思叫做「偵查」）聽起來好像是在戰時充當執行軍事偵察時，一個重要並且具有冒險性質的活動，作為驅使整個戰爭進行的引子。事實上，貝登堡當初編寫了這本軍事訓練書籍，《警探術》，是因為他注意到英國剛入伍的軍士，必須增進偵查斥候工作時的技能，尤其是在主動、自立及觀察的技巧。但是他意想不到的是，這本書大受青少年間的廣泛注意。就像他改寫這本書成為《童軍警探》一樣，此運動採用了（偵查、斥候）這個名詞轉型成童軍也是很自然的事。
「為神（或上蒼）盡本分」是童軍的一個重要原則，意旨在使青少年超越物質世界，並追求其生命中的意義，貝登堡認為宗教信仰是童軍運動的重要因素。而這個原則在其他國家之間的應用和轉型，有著各式各樣的差異性。美國童軍除了無神論者之外，皆可以就任高級職務。在英國的英國童軍總會，需要成年人的服務員賦予更大的權力，因此在該組織內的各個職務可以接受無神論者，只要各地方的委員對於這類服務員，必須要求支持童軍的價值觀和信念，以及調查參與童軍運動的青少年之後，所得出的結果感到滿意即可。加拿大童軍根據「堅持精神上的原則」這個詮釋，對於「為上蒼盡本分」作出很寬鬆的定義，而且除了無神論者外，沒有一項政策是關於這個原則的考量。

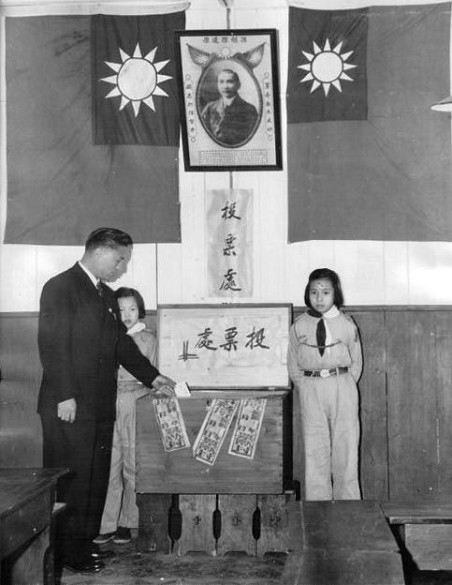
1948年第一届立法委员选举时站在票柜边的女童军

在二战之后、國民黨離開大陆前的中华民国，中華民國童軍在众多场合发挥了作用，尤其在1947年11月21日的国民大会代表普选进行时，童军在南京、上海等各大城市街道游行呐喊，呼吁人民参加投票，并积极在票柜前监督投票秩序，对选举顺利进行起到了重大作用。

## 童軍運動特色
童軍運動使用童軍運動方法作訓練，這包含了非正式教育，並且強調在野外作實際演練。這個訓練計畫大致適用於6歲至25歲（縱使在其他國家或地區，對於這個年齡限制，有不同的定義），並且這個計畫的一些具體目標是必須適用在適當的年齡層上。另外童軍活動中，有種特別的工具稱「童軍椅」，基本上是由軍綠迷彩色所組成具有保護色的方便攜帶折疊椅，後續發展成了灰色簡潔的摺疊辦公室椅，因此辦公室椅也稱作「童軍椅」。。在全球各地，童軍運動方法和童軍運動是束縛在一起的。

### 童軍運動方法

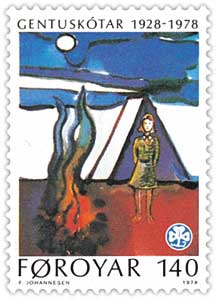
法羅群島的女童軍紀念郵票

童軍運動方法是男女童軍和其組織，教導及訓練其下各個階層的主要原則。世界童軍運動組織對於童軍運動有以下的描述：「......（這是）一個開放給所有種族、宗教和出身青少年自發性的非政府運動，並遵循當初創始者（貝登堡）所構想、創建的目的、方法和原則......」，而又描述了童軍的目標是「促進青少年的發展，並使他們認知作為一個個體、負責任的公民以及他們所屬地區、國家和國際社群的成員，必須在他們的體能、智能、社會和精神上的潛能達到完美的境界。」
童軍運動的原則描述了一個針對所有成員行為舉止的規範，並且描繪了這個運動的特色。童軍運動方法是一種先進教學的系統化方法，這種設計是為了完成上述的目標，並包含了以下幾個要素：童軍規律和童軍諾言、從做中學、小隊制度、吸引人的進程活動設計和自然環境的協助。社區服務在世界童軍運動組織和世界女童軍協會當中是主要的元素，而世界女童軍協會所用的童軍運動方法則另外加入了一項元素：社區服務。
童軍諾言或誓詞包含了世界各地童軍運動的共同行為規範和價值觀，且互相規範著各童軍組織。而童軍運動特別重視從做中學，主要讓童軍成員累積經驗和熟悉實作技巧，並學習建立自信心。小隊制度建立了團隊合作的能力、學習友愛和忠誠，並緊密結合，發揮同舟共濟、患難與共的精神，有如兄弟姊妹的情誼。這些強調團隊精神和個人榮譽（諸如負責任、道德品格、自立、自信、可信任和敏捷等）的訓練，最終的目的是發展合群和領導的能力。多種具有進度性和具吸引力的活動計劃（諸如野外露營技能和服務性計畫），擴展了童軍的視野，並團結童軍伙伴們；童軍運動方法所發展出來的活動和遊戲，則提供較輕鬆的方法來訓練各種技能，而戶外環境提供了跟大自然接觸的機會，培養出青少年的健全體格，且藉由發覺大自然的奧妙，能夠探尋精神層次的問題。
自1907年童軍運動誕生，全球童軍均接納童軍諾言（或童軍誓詞）去激發運動的理想和投入童軍規律，諾言和規律的形式隨不同地區和時間而異，但必須滿足世界童軍運動組織的要求，這些要求正是一個地區或國家童軍總會加入世界童軍運動組織會員的條件和資格。
自1907年，童軍銘言之一，「準備」，就以不同的語言，被數百萬童軍所遵循，而另一個童軍銘言是「日行一善」。

### 活動

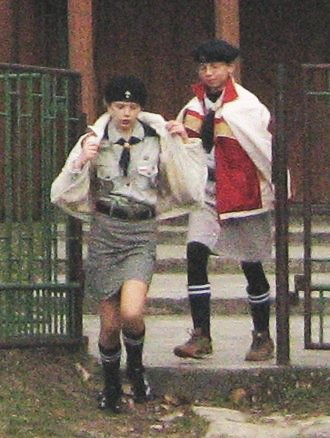
波蘭一處羅馬天主教會前的女童軍

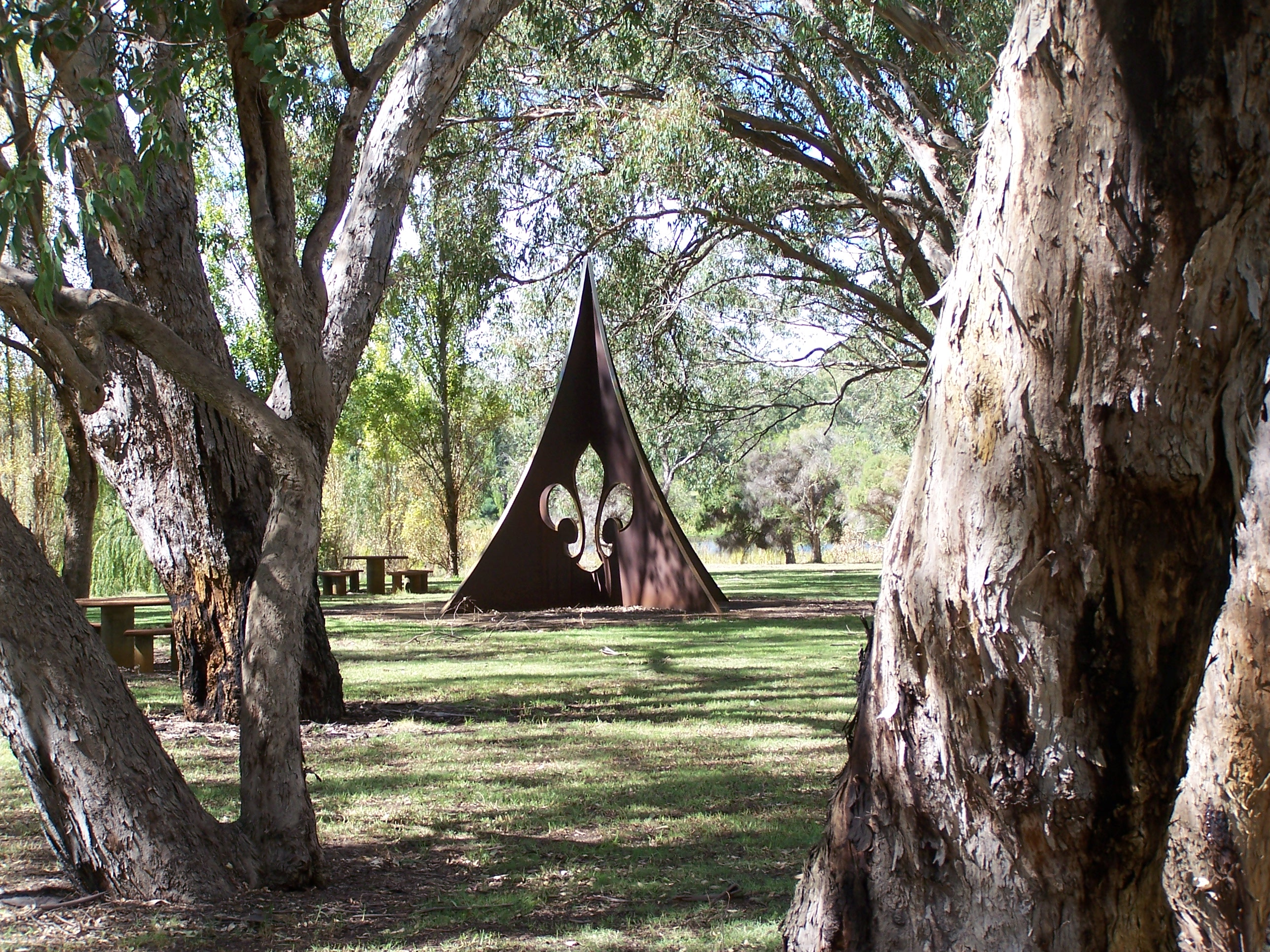
這個在1982年豎立的雕像是紀念在1979年於澳大利亞西澳大利亞州佛羅里爾特舉辦的大露營和童軍75週年慶

實施童軍運動方法的常用方法，就是約定時間聚成一個小團體來分享經驗，或舉辦儀式和活動等，並強調在各年齡層所具有的態度下，善盡公民責任，和測試青少年的決策能力。培養對野外和戶外活動的愛好與欣賞，是這些方法中的一個重要的元素，主要活動包括露營、木工、水上活動、山藝、旅行和運動。
露營是每個童軍團各階段都會有的重要活動，但是這些露營活動會以週期性的露營活動（如美國的聯團露營）或大露營的名稱舉辦。週期性露營是一年數次舉辦的一種地區性露營，時間多半在週末，參加的人員多半是營地附近的童軍團。這種活動都會有一個主題，像是斥候工程等。世界羅浮童軍大會，原本主要聚焦在羅浮童軍，後來也將焦點放在童軍服務員。大露營指的是大型的國家或國際活動，通常每4年舉辦，通常會有上千個童軍團參與，為期1到2星期。大露營所包含的主題有各類比賽、偵查競逐、童軍紀念品蒐集交流（或市場）、水上運動、木工、射箭、來福槍或獵槍射擊等跟大會主題有關的活動。
對於一些國家，每年所聚焦的是，在夏季裡花上至少一個星期的時間，從事於戶外活動。這些活動可能是露營、健行、航海、或一個團或小隊在一起的旅行，或一個由較大地方的童軍單位主辦的夏季營隊。童軍人員參與這些夏季營隊，主要是致力於得到榮譽布章、晉級和精進童軍技能。夏季營隊也有專門為老童軍開設的專業技能課程，如航海、背包徒步旅行、獨木舟、急流航行、探查洞穴和釣魚。
在國際層級的露營中，童軍運動認知到其中一項任務，是促進國際間的融洽與和平。各種不同的自發性活動，是訓練童軍成員可以達成他們的目標，這些目標包括：對廣大社群有利益的活動發展計畫，挑戰偏見，和鼓勵容忍社會的多樣性。其中的一個例子，就是和非童軍團體（包含各種非政府組織、聯合國和列在《馬拉喀什協定》裡面的宗教體系）合作行動。

### 制服和獨特的徽章

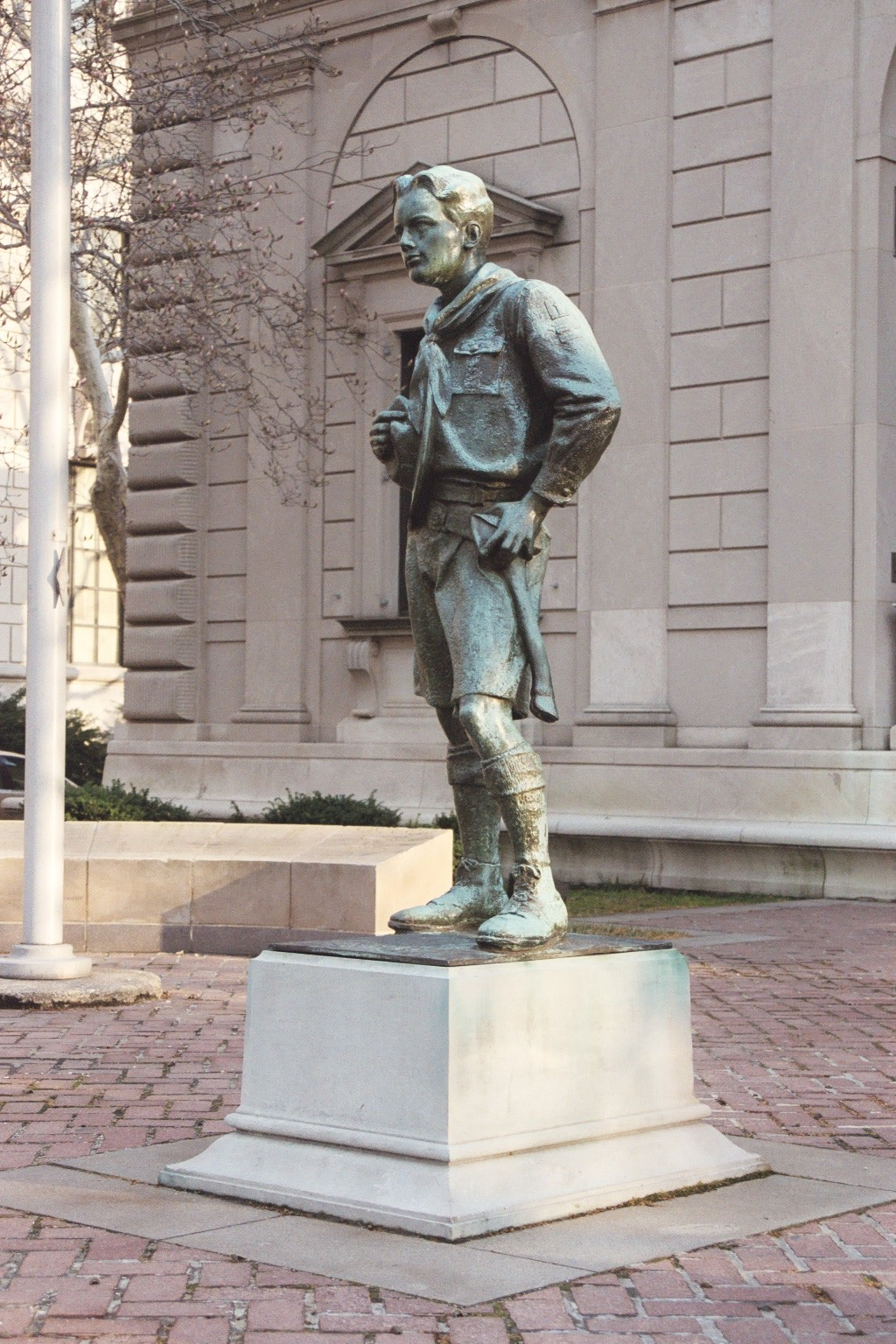
羅伯特·泰特·麥肯齊的作品《理想的童軍》（Ideal Scout），當中展示了童軍的制服。

個別國家或地區的徽章和制服，詳見各國的童軍組織或活動條目。
童軍制服是一個被廣泛認可的童軍特徵。根據貝登堡在1937年世界童軍大露營中的演說當中提到，它「消弭了一個國家中社會階層的差異性，並達到平等的目的；但更重要的是，它也消弭了國家、種族和宗教之間的差異性，並達到一種『每個人都互為世界偉大兄弟的一份子』的全面性氣氛。」原始的童軍制服，現在仍然被認可，包括了卡其色布料，直排鈕釦設計的襯衫，另外還有鞋子和厚邊的軍帽。貝登堡也穿著短褲，因為他相信這樣的穿著可以使童軍在幫助別人時，減少大人和青少年間的年齡隔閡和距離。現今童軍制服頻繁地使用藍色、橘色、紅色和綠色，而且短褲在冬季時也替換成長褲，某些地區也因為「樸素、端莊」這種文化性要求而做出一些改變。
在考量到於活動中的敏捷特性，以及原本制服傳達的平等概念兩種設計導向下，童軍制服變得非常實用。傳統上襯衫有著緊密的接縫，以做為暫時性的理想擔架，而童軍就存在著訓練利用襯衫配合著童軍棍（有人認為這個物品很傳統但有爭議），進行急救的項目。皮革製的肩帶、軍帽上的繩釘或服務員的木章項圈，可以當成緊急時的止血帶；而任何一塊衣服或布料，都可以在受傷時派上用場。領巾可以很輕易地當成三角巾，給有需要的童軍人員。童軍訓練中也鼓勵使用襪帶，應用於被雷擊昏迷時的急救工具。
獨特的徽章大都別在童軍制服上面，作為世界童軍的代表或辨識之用，包括了木章和世界童軍會員章。童軍運動有兩個全球認可的徽章符號：一個是世界童軍運動組織使用的百合花，以及世界女童軍總會使用的三葉草。但即使這兩個組織是全球兩大童軍組織，並非所有的各國童軍組織是屬於這兩個組織之中。
卍字符號原本也用在英國和其他童軍組織。其最早用於童軍運動是在1911年時的感謝布章。貝登堡於1922年設計的功績勳章，就是在百合花圖案上加上卍字符號，頒給受贈者以代表好運。而魯德亞德·吉卜林在印度也偶然用上了這個符號。但在1934年，童軍界要求必須撤換這個符號，以便和稍後使用此符號的納粹黨有所區隔。因此，新版的英國功績勳章就在1935年設計發行。

## 年齡階段和童軍團

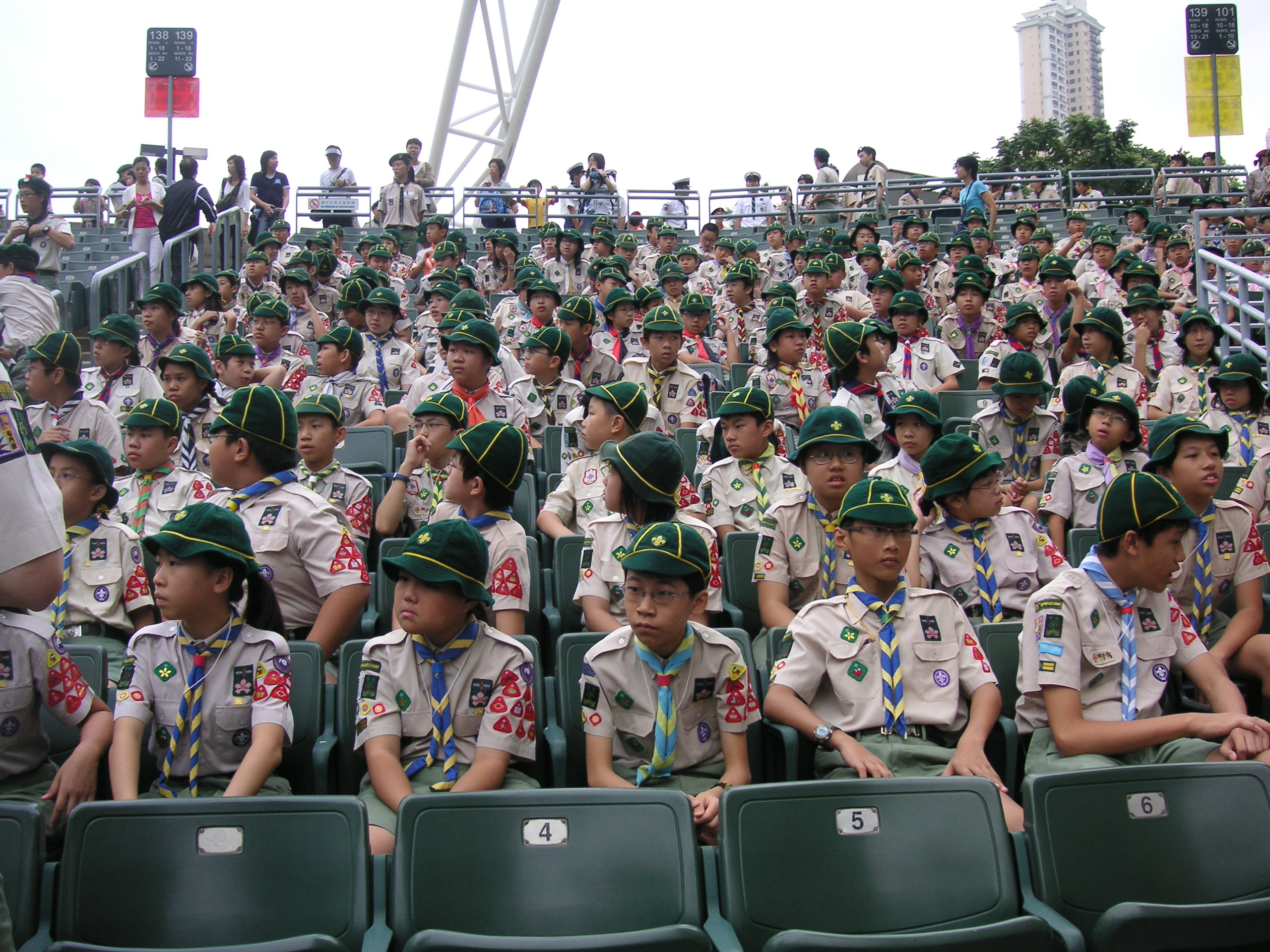
一群香港幼童軍

童軍和女童軍運動通常依照年齡和學齡被分成數個階段，使得同一階段的童軍人員可以得到完善且合理的訓練。這些年齡階段的分法變化頗大，並且依照各個國家和地區的文化和環境而有所變化。
童軍是發展給青少年（11到18歲）的。在很多的國家或地區童軍組織會員中，這個年齡範圍是童軍和女童軍的年齡階段。但這個運動後來發展到有必須接納兒童（一般在6到10歲）和青年（原來的定義是18歲以上，最老到25歲）族群的需求，各個童軍和女童軍組織又把上述的年齡階段切成類似「初級」和「高級」的階段，而一些組織是把青年族群排除在外。就因為這樣，年齡階段在各個國家和組織中的劃分方式，變化非常的大。
| 年齡層   | 童軍部分 | 女童軍部分 |
| -------- | -------- | ---------- |
| 8－10    | 幼童軍   | 小女童軍   |
| 11－17   | 童軍     | 女童軍     |
| 18歲以上 | 樂行童軍 | 蘭姐女童軍 |

以上是貝登堡原先發展出來的年齡階段。
各國對於兒童族群的童軍稱呼大致上有老虎幼童軍、幼童軍、幼女童軍、雛菊女童軍、稚齡童軍、彩虹女童軍、幼雛童軍、鸚鵡童軍和泰迪女童軍。而對於青年族群童軍的稱呼大致上有行義童軍（或深資童軍Venture Scouts，對於後期青少年童軍的一般稱呼）、樂行童軍（對於青年童軍的一般稱呼）、冒險童軍（Venture Scouts，大英國協地區的童軍）、探險者童軍（Explorer Scouts，英國童軍14～18歲）和童軍連線（Scout Network，英國童軍18～25歲）。各個國家和地區也設立了一些特定族群需求的階段和項目。其中比較為人所知的是特能童軍活動（Extension Scouting），有時它也以（英國童軍）的名稱稱呼之。而童軍運動方法在空童軍、海童軍、騎兵童軍和童軍樂團等特殊童軍團中修飾選用。
在很多國家和地區中，各地童軍運動的各階段，包含一或多個階段的多個單一童軍團，已經被系統化地編進同一個童軍團中，這種稱之複式童軍團。在複式童軍團的大傘之下，每個階段是可分開的，而每一個也各自擁有各自的專門術語、訓練項目和領導結構。

## 成人、領袖和服務員

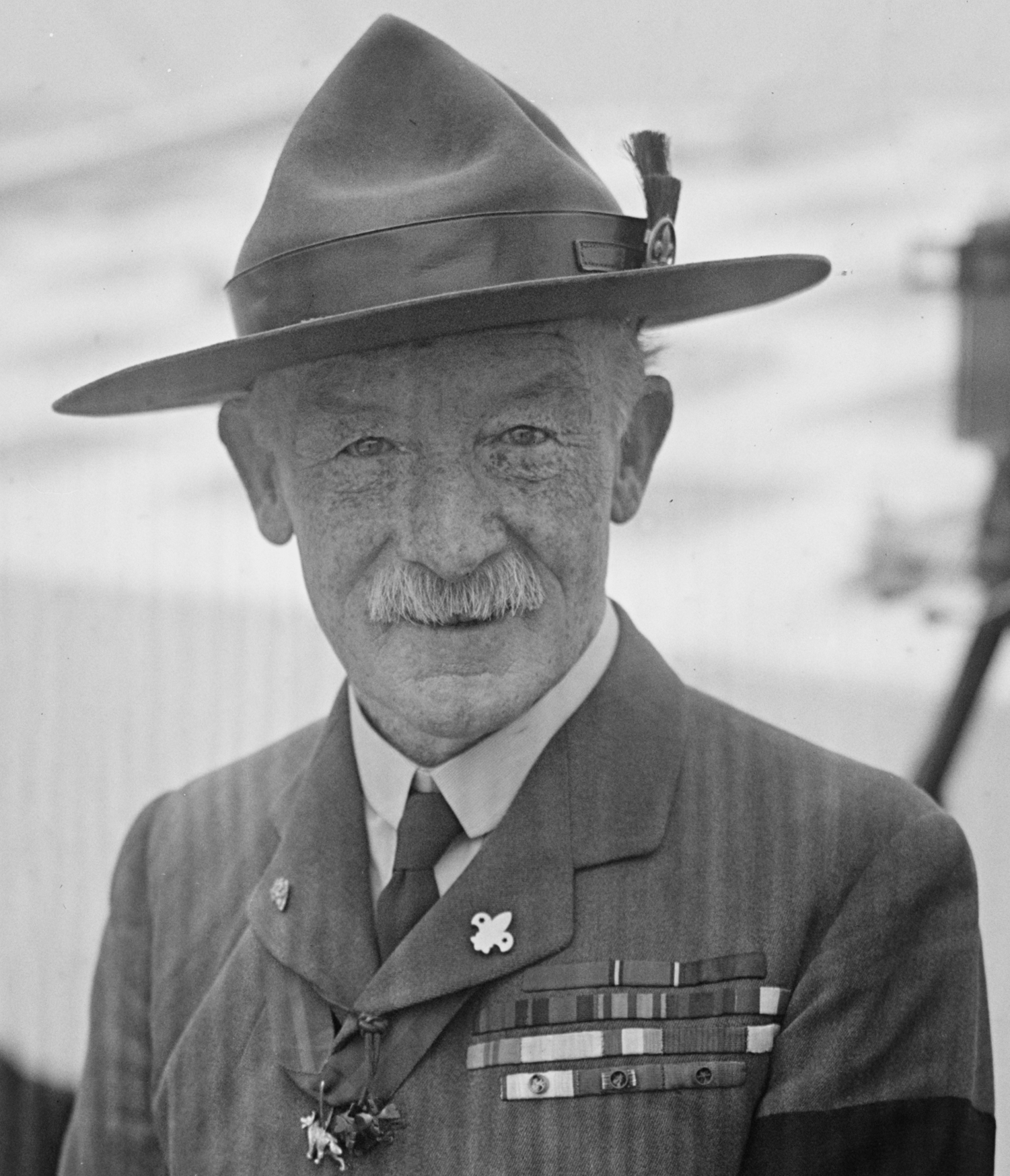
貝登堡，世界童軍運動創始人

對於童軍有興趣的，或是以前是童軍或女童軍的成人，通常會加入像是國際童軍與女童軍聯誼協會的組織。在美國和菲律賓，大學學生會參加男女混合的服務性兄弟會ΑΦΩ（名稱引用希臘字母）。在英國，大學學生會參加童軍和女童軍學生協會，而研究生則會參加童軍和女童軍研究生協會。
這些童軍類團體大多由成人自願者運作，像是父母、以前是童軍或女童軍的成人、學生、社區的領導者，也包含了教師和宗教領袖。童軍服務員在這些團體的地位會劃入「制服領袖」和「會友」的位置上。制服領袖或服務員常接受正式的訓練，像是木章訓練；會友委員常常支援擔任兼職角色，像是會議諮詢人員、委員會委員和顧問等，但是有少部分的會友是全職專業人員。
在各國和各地區的每個童軍團或單位，都會有制服會員，像是童軍團團長或助理，每個國家或地區其頭銜都不一樣。在某些國家或地區，這些童軍團或單位常被會友支持著，可以從各項活動中擔任會議的諮詢者，到成為該團或單位的委員會一員。在一些童軍團中，其委員會成員也會有制服委員和登記的服務員。
在這些童軍團或單位之上還有更進一層的制服會員，稱之為「長官」或「領導者」，分任該國或地區童軍總會的各個地方行政區領袖，視國家或地區行政劃分有所不同。領導者常和會友和專業人士共事，訓練團隊和其相關運作都是在這一層進行著。在英國和其他國家，各國或地區的童軍組織，高級的制服會員常被推派為該組織的童軍總監，視每個地方或國家而有不同的稱呼。

## 世界童軍發展概況
在英國創立童軍運動後，童軍運動拓展到了全球各地。第一個在英國以外成立童軍組織的是馬爾他。在全球各個國家和地區中，至少各有一個童軍或女童軍組織。雖然各組織是各自獨立的，但是各國或各地區之間的合作也是童軍運動的一部分特色。在1922年，世界童軍運動組織為了各國或地區童軍組織（那時只有男性童軍組織）的共同政策而成立。除此之外，每4年都會有世界童軍大露營。
1928年，世界女童軍總會成立，與世界童軍運動組織相對，是針對女性的國家女童軍或童軍組織而設立。而世界女童軍總會也成立了4個國際中心：墨西哥的我們的卡巴尼亞、瑞士的我們的雪麗、倫敦的和平之屋和印度的桑岡。
在今天，世界等級的童軍組織有兩個，他們是：
- 世界童軍運動組織，管轄男性童軍組織及男女混合的童軍組織。
- 世界女童軍總會，原先是管轄女童軍組織，但是現在可接受男女混合的童軍組織。

### 男女童軍的合併

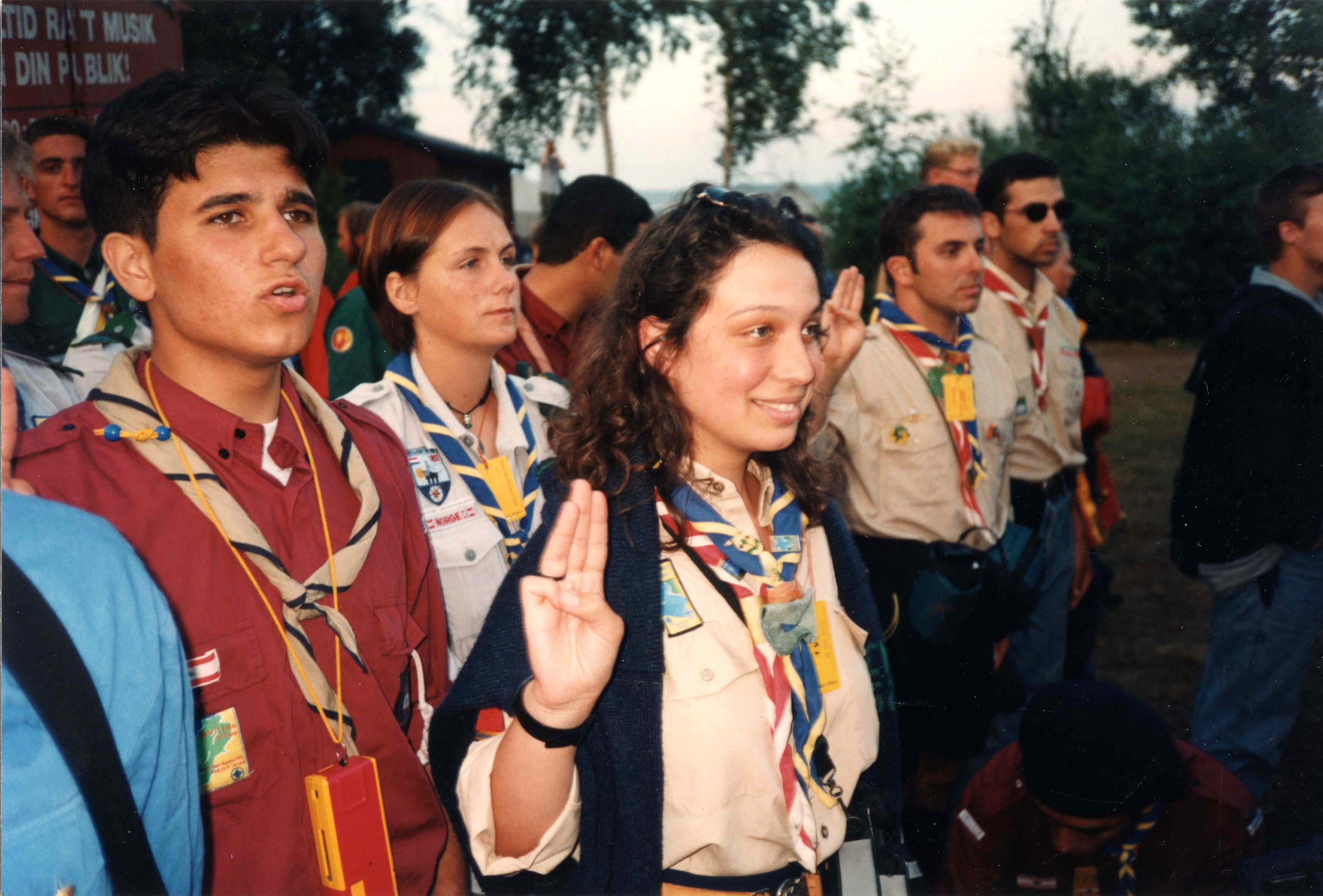
1996年瑞典的世界羅浮童軍大會中，來自不同國家的男女童軍們

世界各地各有不同的態度去面對男女童軍的合併。像美國等一些國家維持着男女童軍分開的狀態。在其他國家，特別是歐洲，童軍和女童軍是合併的，而且歐洲地區童軍都是以單一童軍組織的型式，加入上述的2個國際童軍組織中。另外比如澳大利亞和英國，他們的童軍組織同時承認童軍和女童軍，但是他們的童軍組織只加入世界童軍運動組織，而他們的女童軍組織被保留下來，成為一個分開來的運動組織並加入世界女童軍總會。在斯洛維尼亞、西班牙和希臘，則是反其道而行，即女童軍組織同時承認童軍和女童軍，而童軍組織被獨立開來。
在英國的英國童軍總會於1991年起，合併了所有男女童軍各階段，但對於其童軍團來說，並非強制性質，而現今52%的童軍團都只有單一性別的組織。從2000年起，部分的年齡階段可以接受女童軍的加入。而英國童軍總會決議，從2007年1月，也就是童軍百週年開始，所有的童軍團和年齡階段的屬性改為男女童軍混合。
在美國，美國童軍的幼童軍和童軍階段只有男性才可加入；但在14歲以上的冒險童軍階段是男女混合的。而美國童軍和美國女童軍的成人服務員階段，則是開放給男女成年人。
2006年統計顯示，在155個世界童軍運動組織的會員組織（代表155個國家或地區童軍組織）當中，有122個只加入世界童軍運動組織，而34個同時加入世界童軍運動組織和世界女童軍總會。在122個只加入世界童軍運動組織的會員當中，95個為男女混合，20個為單一的男性童軍組織。所有34個同時加入世界童軍運動組織和世界女童軍總會的會員都對男女童軍開放加入。
而2007年統計顯示，所有144個世界女童軍總會的會員當中有110個只加入世界女童軍協會，其中17個是男女混合，93個只允許女童軍加入。

### 成員
截至2010年，全球共有3,200萬已註冊的童軍會員；而截至2006年，全球也有1,000萬已註冊女童軍會員，分布在216個國家或地區。
| 國家或地區 | 會員人數   | 參與人口比例 | 童軍運動創始年 | 女童軍運動創始年 |
| ---------- | ---------- | ------------ | -------------- | ---------------- |
| 印度尼西亞 | 17,100,000 | 7.2%         | 1912           | 1912             |
| 美國       | 7,500,000  | 2.4%         | 1910           | 1912             |
| 印度       | 4,150,000  | 0.3%         | 1909           | 1911             |
| 菲律賓     | 2,150,000  | 2.2%         | 1910           | 1918             |
| 泰國       | 1,300,000  | 1.9%         | 1911           | 1957             |
| 孟加拉     | 1,050,000  | 0.7%         | 1920           | 1928             |
| 英國       | 1,000,000  | 1.6%         | 1907           | 1909             |
| 巴基斯坦   | 575,000    | 0.3%         | 1909           | 1911             |
| 肯亞       | 480,000    | 1.1%         | 1910           | 1920             |
| 韓國       | 270,000    | 0.5%         | 1922           | 1946             |
| 德國       | 250,000    | 0.3%         | 1910           | 1912             |
| 烏干達     | 230,000    | 0.6%         | 1915           | 1914             |
| 義大利     | 220,000    | 0.4%         | 1910           | 1912             |
| 加拿大     | 220,000    | 0.7%         | 1908           | 1910             |
| 日本       | 200,000    | 0.2%         | 1913           | 1919             |
| 法國       | 200,000    | 0.3%         | 1910           | 1911             |
| 比利時     | 170,000    | 1.5%         | 1911           | 1915             |
| 波蘭       | 160,000    | 0.4%         | 1910           | 1910             |
| 奈及利亞   | 160,000    | 0.1%         | 1915           | 1919             |
| 香港       | 100,000    | 1.4%         | 1914           | 1916             |

### 中立的和類似童軍的組織

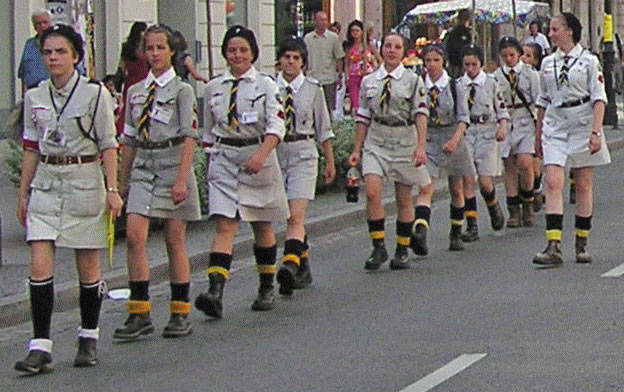
波蘭共和國童軍總會的女童軍，屬於歐洲童軍聯盟的結盟會員。

從《童軍警探》的第一次出版到跨國的童軍組織世界童軍運動組織成立之間，整整有15年的時間，並且《童軍警探》以12種語言的版本，創造了數百萬本的銷售量。就這一點來看，童軍運動將視野擴大到全世界的青少年，而且努力保持住這個碩大的成果。
自從原創性的童軍制度，小隊制度，被建立起來後，非主流的團體陸續成立。這種狀況是起因於部分個人或團體，拒絕跟隨童軍的原創想法，但是他們卻渴望參加類似童軍的活動。其他的人更斷言，現在的世界童軍運動組織，偏離了貝登堡爵士當初基於青少年所設想的概念，而趨向政治化。他們相信，由於長期發生在其組織中的政治陰謀，世界童軍運動組織偏離了當初的目的，所以他們轉而尋求返回最初且單純的方式。
2008年，全球至少有539個獨立童軍組織，其中的367個是屬於世界童軍組織和世界女童軍協會。剩下的172個童軍組織中的半數，為地方性或國家取向的童軍組織。大約90個國家或地區性童軍總會感覺到要創立代替性的國際童軍組織，為這些成員總會設定童軍運動的標準和對應的活動。以下是4個獨立性的國際童軍組織：
- 世界童軍會社：第一個國際童軍組織，成立於1911年。
- 歐洲童軍同盟：成立於1978年。
- 歐洲國際童軍與女童軍聯盟：以信仰導向的獨立童軍組織，成立於1956年。
- 世界獨立童軍聯盟：1996年成立於德國勞巴克。

一些類似童軍的組織也成立了國際組織，例如：
- 開創者
- 皇家蘭傑
- 中国少年军校

而在社會主義國家，童軍運動常以蘇聯時期創立的先鋒運動取代，通常不具有童軍運動中宗教或最高精神力量的概念，而以社會主義、共產主義或其相關的思想取而代之，例如中国少年先锋队。

## 爭議和衝突
自從1900年代早期創立童軍運動以來，童軍運動有時會被捲入社會爭論當中，像是在美國南部的非裔美國人民權運動和印度的印度獨立運動。在南非，童軍運動是當時英國殖民時期引入，為的是要增強其統治權力，但後來卻因南非童軍引用童軍規律的精神（童軍是其他童軍伙伴的兄弟）使得大英帝國的統治合法性受到挑戰，並且遭到全體童軍要求其完全的大英帝國公民權。
近代，全球童軍碰到了以下爭議：
- 童軍運動的核心概念強調「泛宗教概念」或「最高精神力量概念」，造成部分國家，尤其是美國童軍，曾經對於無神論者、不可知論者、LGBT採取禁止參與的措施，並遭到公眾批評[101][102]。
- 部分童軍組織由於對「主流」或「現代化」的童軍運動感到不滿，而想要推動童軍運動傳統化，因此造成各國內出現該派別的童軍組織，並和已經存在的童軍組織相互衝突，其中一個例子便是加拿大的加拿大貝登堡童軍與加拿大童軍之間的爭端[103]。
- 全球童軍諾言當中的概念，「對神盡本分」，由於各國對於其所隱含的宗教概念有不同見解，造成部分爭端，因此在1920年代，貝登堡批准其中6個國家可以使用不含該句的童軍諾言版本[104]，目前還在使用的國家有法國、荷蘭和捷克，並且仍然有其他國家的童軍組織對於該諾言出現排斥[105][106]。

## 電影和藝術中的童軍
在20世紀，童軍成為眾多國家或地區中，眾多文化的一部分，因此眾多的電影和藝術作品都採用過這個主題。這在美國尤其非常普遍，而且在美國文物和文獻上，童軍和居住在農舍的雇工文化非常接近。諾曼·洛克威爾、皮埃爾·朱伯特（Pierre Joubert）和約瑟夫·薩塔利（Joseph Csatari）等畫家的作品，及1966年的電影《跟我來，男孩們》（Follow Me, Boys!）表達了將童軍轉為理想化美國精神的原形。有時童軍也被拿來做詼諧的角色，像是1989年的電影《娘子軍大破比佛利山》（Troop Beverly Hills），以及2005年的電影《父輩的大角逐》（Down and Derby），而且經常將童軍小說化，所以讀者、觀眾等可以不用提醒童軍這個名稱就知道這些作品有童軍的存在。在1980年，蘇格蘭歌手和流行歌曲作家傑瑞·拉弗帝（Gerry Rafferty）在他的專輯《蛇梯棋》（Snakes and Ladders）中錄製了一首歌〈我曾是位童軍〉（I was a Boy Scout）。最近的例子則為動畫公司皮克斯於2009年所創作的《天外奇蹟》，以及2015年派拉蒙影業的《殭屍教戰守則》。